# 宏廣
宏廣股份有限公司，又稱宏廣卡通公司（Wang Film Productions Co. Ltd. - Cuckoos' Nest Studio），是歷史上最悠久、最多產的台灣－美國動畫製作公司，也曾是全世界出口量最大的動畫代工製作公司。總部位於台灣新店和美國洛杉磯。該公司已為北美、歐洲、亞洲等多家製片公司製作超過上百部傳統手繪2D動畫，被譽為「東方迪士尼」。

## 歷史
宏廣股份有限公司的創辦人王中元，從小愛看迪士尼動畫，年輕時在美國印第安那大學視聽教育碩士時，結識當時世界最大的電視卡通公司漢納巴伯拉動畫（英文：Hanna-Barbera Productions, Inc.）的漢納·巴伯拉。巴伯拉欣賞王中元，讓他進公司參與動畫製作。1978年，王中元回台灣後集結資源創立宏廣公司，巴伯拉出資49%的資金。宏廣接受漢納巴伯拉動畫的訂單，在美國原畫師的指導下製作動畫。1986年，宏廣與迪士尼簽約，協助迪士尼製作電影。
宏廣公司的代工作品包括《頑皮豹》、《摩登原始人》、《藍色小精靈》、《德克斯特的實驗室》、《飛天小女警》、《小美人魚》、《阿拉丁》、《泰山》、《獅子王》、《花木蘭》、《變身國王》等，甚至是真人電影《電子世界爭霸戰》；該公司全盛時期一年可生產170至190部動畫，全世界近三分之一的動畫都由宏廣製作。此外，宏廣還曾推出哆啦A夢的仿作小叮噹大戰機器人。
之後，因為受到南韓、中國大陸的競爭，宏廣公司的營收日益衰退。王中元也不甘長期為人代工，整合上下游產業、集資製作動畫並試圖培養自有品牌。

## 曾任職宏廣公司的人物
- 張振益[2]
- 林政德[2]
- 麥人[6]
- 可樂王[7]
- 賴有賢[8]
- 陳穩升[9]
- 游龍輝[10]
- 杜福安[11]
- 陳世昌[2]
- 任正華[12]

## 外部連結
- Official website, October 2007 （網站時光機的庫存頁面）
- 互联网电影数据库上Wang Film Productions Co., Ltd.的资料（英文）
- 互联网电影数据库上Thai Wang Film Productions Co., Ltd.的资料（英文）
  - 互联网电影数据库上Thai Wang Film Animation Studio的资料（英文）
  - 互联网电影数据库上Thai Wang Film Co., Ltd.的资料（英文）
- 互联网电影数据库上Cuckoo's Nest Studios的资料（英文）